# Fahnenschwanz-Seenadeln

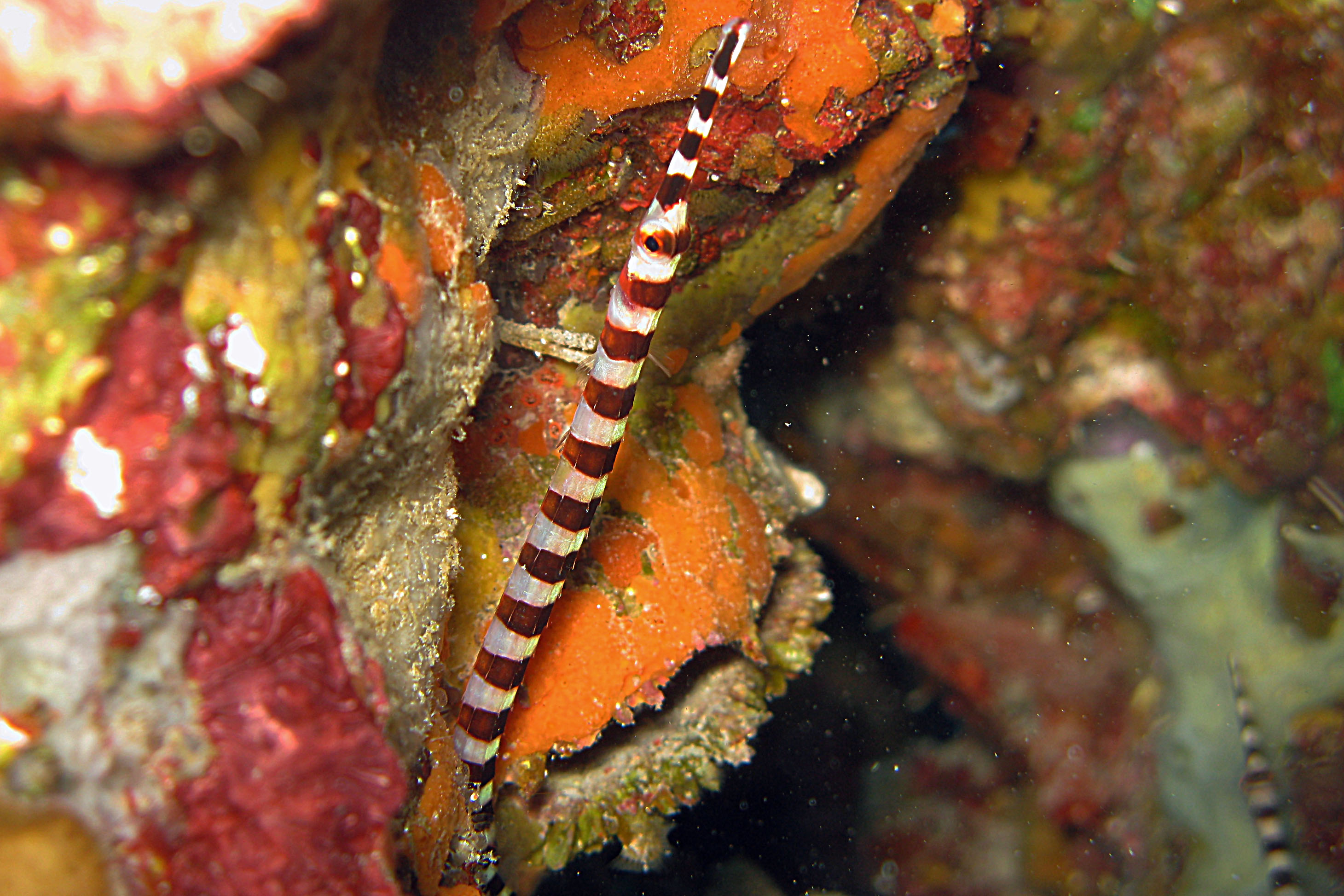
Breitband-Seenadel (Dunckerocampus boylei)

Die Fahnenschwanz-Seenadeln (Doryrhamphinae) haben als Kennzeichen ihrer Unterfamilie eine mehr oder weniger große, gebänderte oder gestreifte und oft mit leuchtenden plakativen Farben gezeichnete Schwanzflosse. Das Muster ist typisch für die jeweilige Art. Fahnenschwanz-Seenadeln werden 5,5 bis 20 cm lang.
Die meisten Arten leben im Meer, im tropischen Bereich des Indopazifik, lediglich in den Gewässern Süd-Australiens und Japans gibt es auch Vorkommen in gemäßigten Bereichen. Doryichthys-Arten kommen auch in küstennahen Süßgewässern vor. Fahnenschwanz-Seenadeln leben meist als Paare in Höhlen, unter Riffüberhängen und im Schutz von Korallenblöcken, ernähren sich von kleinen Krebstieren und putzen auch andere Fische.

## Gattungen
Es gibt acht Gattungen:
- Choeroichthys  Kaup, 1856
- Doryichthys  Kaup, 1853
- Doryrhamphus  Kaup, 1856
- Dunckerocampus  Whitley, 1933
- Heraldia  Paxton, 1975
- Leptoichthys  Kaup, 1853
- Maroubra  Whitley, 1948
- Microphis  Kaup, 1853